# Idilă pentru o piatră prețioasă
Idilă pentru o piatră prețioasă (în engleză Romancing the Stone) este un film de dragoste de aventură din 1984 regizat de Robert Zemeckis. Rolurile principale au fost interpretate de actorii Michael Douglas, Kathleen Turner și Danny DeVito.
Idilă pentru o piatră prețioasă  a avut o continuare, Giuvaierul Nilului (The Jewel of the Nile, 1995).

## Prezentare
Filmul urmărește o scriitoare de romane de dragoste care trebuie să se aventureze dincolo de zona ei de confort din New York, în Columbia, pentru a-și salva sora de criminalii care au răpit-o pentru răscumpărare în timp ce caută o comoară neprețuită.

## Distribuție
- Michael Douglas - Jack T. Colton - Un vânător american accidentat de păsări nerăbdător și care trăiește în Columbia și o ajută pe Joan în aventura sa. Speră să strângă bani pentru o barcă cu pânze și să părăsească Columbia, astfel încât să poată călători prin lume.
- Kathleen Turner - Joan Wilder - O scriitoare de romane de dragoste de succes, dar singuratică, din New York. Tânjește să întâlnească și să se îndrăgostească de un bărbat care seamănă cu personajele eroice masculine din propriile ei scrieri.
- Danny DeVito - Ralph - Un contrabandist de antichități din Queens care o ia ostatică pe sora lui Joan și îi urmărește pe Colton și Wilder prin junglă în speranța de a pune mâna pe hartă.
- Zack Norman - Ira  - Vărul lui Ralph și partenerul său în afaceri ilegale. Are o afinitate pentru crocodili.
- Alfonso Arau - Juan - „The Bellmaker”, un bărbat despre care se presupune că este un traficant de droguri, dar care este un mare fan al scrierilor lui Joan. El îi ajută pe Colton și Wilder să scape de forțele lui Zolo.
- Manuel Ojeda - Colonel Zolo  - Ucigașul soțului Elainei și comandant adjunct al poliției secrete. După ce nu a reușit să obțină harta de la Joan din New York, el o urmărește mai departe în Columbia.
- Holland Taylor - Gloria Horne  - Prietena și editorea lui Joan.
- Mary Ellen Trainor - Elaine Wilder
- Eve Smith - Mrs. Irwin
- Joe Nesnow - Super
- José Chávez - Santos
- Evita Muñoz - Hefty Woman
- Camillo García - Bus Driver
- Rodrigo Puebla - Bad Hombre
- Paco Morayta - Hotel Clerk
- Kymberly Herrin - Angelina
- Bill Burton - Jesse Gerrard
- Ted White - Grogan

## Filme asemănătoare
- Paznicul muntelui de aur (1986)
- Giuvaierul Nilului (The Jewel of the Nile, 1995)
- Orașul pierdut Z (The Lost City of Z, 2016)
- Orașul pierdut (The Lost City, 2022)